# مانويل أغيري
مانويل أغيري (بالإسبانية: Manuel Aguirre)‏ هو لاعب اتحاد الرغبي أرجنتيني، ولد في 28 يوليو 1959 في بوينس آيرس في الأرجنتين.

## روابط خارجية
- مانويل أغيري عل موقع إسبنسكروم (الإنجليزية)
- مانويل أغيري على موقع ItsRugby.co.uk (الإنجليزية)